# Pittosporum coriaceum
O Pittosporum coriaceum Dryand ex Aiton, conhecido vulgarmente como Mocano  ou Pitosporo, é uma árvore perenifólia endémica da Macaronésia, pertencente à família Pittosporaceae. Esta espécie, descrita pela primeira vez em 1789 por William Aiton no Hortus Kewensis, é caracterizada por seu porte arbóreo que pode atingir entre 5 e 8 metros de altura, com ramos superiores dispostos em cachos umbelados e folhas coriáceas de coloração verde-escura na face superior e mais pálida na inferior .
O Pittosporum coriaceum possui flores cremosas e fragrantes, que se agrupam em inflorescências terminais subumbeladas, florescendo entre os meses de maio e junho  . Esta espécie, considerada uma das joias botânicas da Laurissilva madeirense, apresenta uma distribuição altamente fragmentada e uma população drasticamente reduzida, composta por menos de 50 indivíduos adultos, conforme registado em avaliações recentes . A sua inclusão na Lista Vermelha de Espécies Ameaçadas da IUCN, como espécie "Criticamente Ameaçada", reflete a sua vulnerabilidade e os desafios de conservação associados .

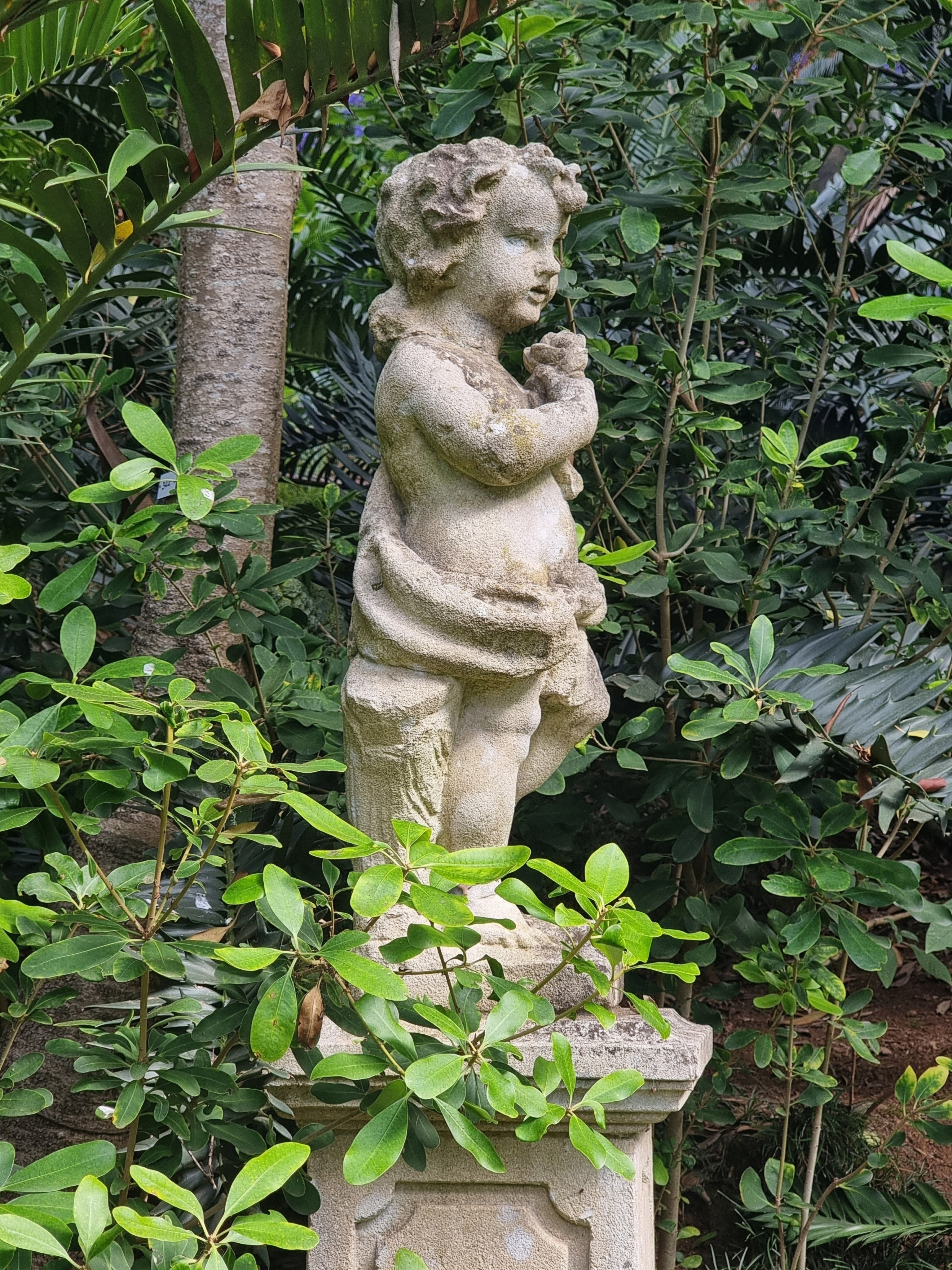
Ornamental Pittosporum Coriaceum - Monte Palace, Funchal

Historicamente, o Pittosporum coriaceum foi documentado como uma planta ornamental de grande valor, sendo cultivado em jardins botânicos e quintas particulares da Madeira, como descrito por autores como Henry Andrews no final do século XVIII . No entanto, atualmente, em estado selvagem a espécie encontra-se confinada a ravinas e áreas rochosas de difícil acesso nas montanhas centrais da ilha . A sua conservação tem sido alvo de intensos esforços, que incluem a propagação in vitro de embriões zigóticos no Jardim Botânico da Madeira, numa tentativa de reverter o declínio populacional e preservar a variabilidade genética remanescente .
Atualmente, supostamente extinta nas Canárias, tem sobrevivido na ilha da Madeira.

## Descrição
O Pittosporum coriaceum é um arbusto ou árvore de porte pequeno, atingindo entre 5 a 8 metros de altura. A sua casca é lisa e de cor cinzento-pálido, com ramos superiores que frequentemente se dispõem em cachos umbelados. As folhas são geralmente aglomeradas nas extremidades dos ramos, oblongas a obovado-oblongas, com dimensões que variam entre 6,5 e 8,5 cm de comprimento e 3 a 5 cm de largura. As folhas apresentam uma textura coriácea, sendo glabras, de coloração verde-escura na face superior e mais pálida na face inferior, e com margens inteiras. Os pecíolos são igualmente glabros, reforçando a sua aparência lisa e robusta .

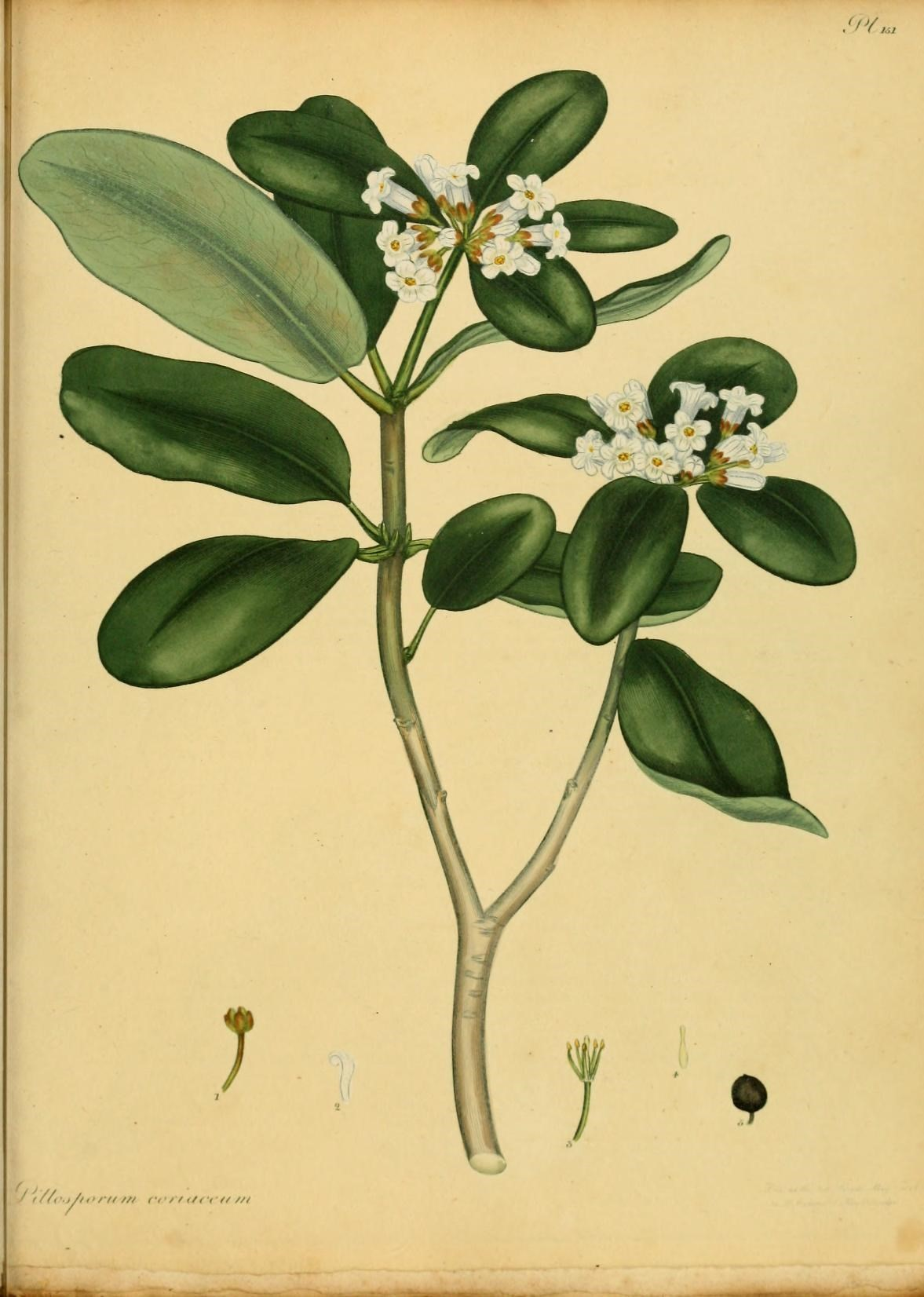
The botanist's repository, for new, and rare plants - Pittosporum coriaceum

As flores são cremosas, de aroma agradável, organizadas em cimos umbelados terminais. As brácteas, pedúnculos e cálices são densamente recobertos por pêlos de tonalidade ferrugínea, conferindo-lhes um aspeto viloso característico. O cálice é regular e com cerca de 4 mm de comprimento, dividido em cinco lóbulos. As pétalas medem aproximadamente 10 mm de comprimento e são delgadamente vilosas na face externa, com a lâmina reflexa pouco mais larga que a base. O ovário é igualmente densamente viloso .
A cápsula do fruto é elíptica ou ovada, ligeiramente comprimida, medindo até 2 cm de comprimento. Apresenta uma superfície rugosa e é composta por duas valvas, cada uma com aproximadamente 1,5 mm de espessura, terminando na base persistente do estilo. As sementes encontram-se envoltas numa substância resinosa, uma característica comum nas espécies do género Pittosporum, refletida na etimologia do seu nome: "pittos" (resina) e "sporos" (semente) .
Essa espécie floresce nos meses de maio e junho, altura em que as suas flores fragrantes e a folhagem densa tornam-na uma planta de grande valor ornamental, conforme descrito por diversos autores ao longo dos séculos. Henry Andrews, em The Botanist’s Repository (1797-1812), elogia a sua beleza e destaca a dificuldade na propagação por estacas, uma característica que dificulta a reprodução ex situ da planta .

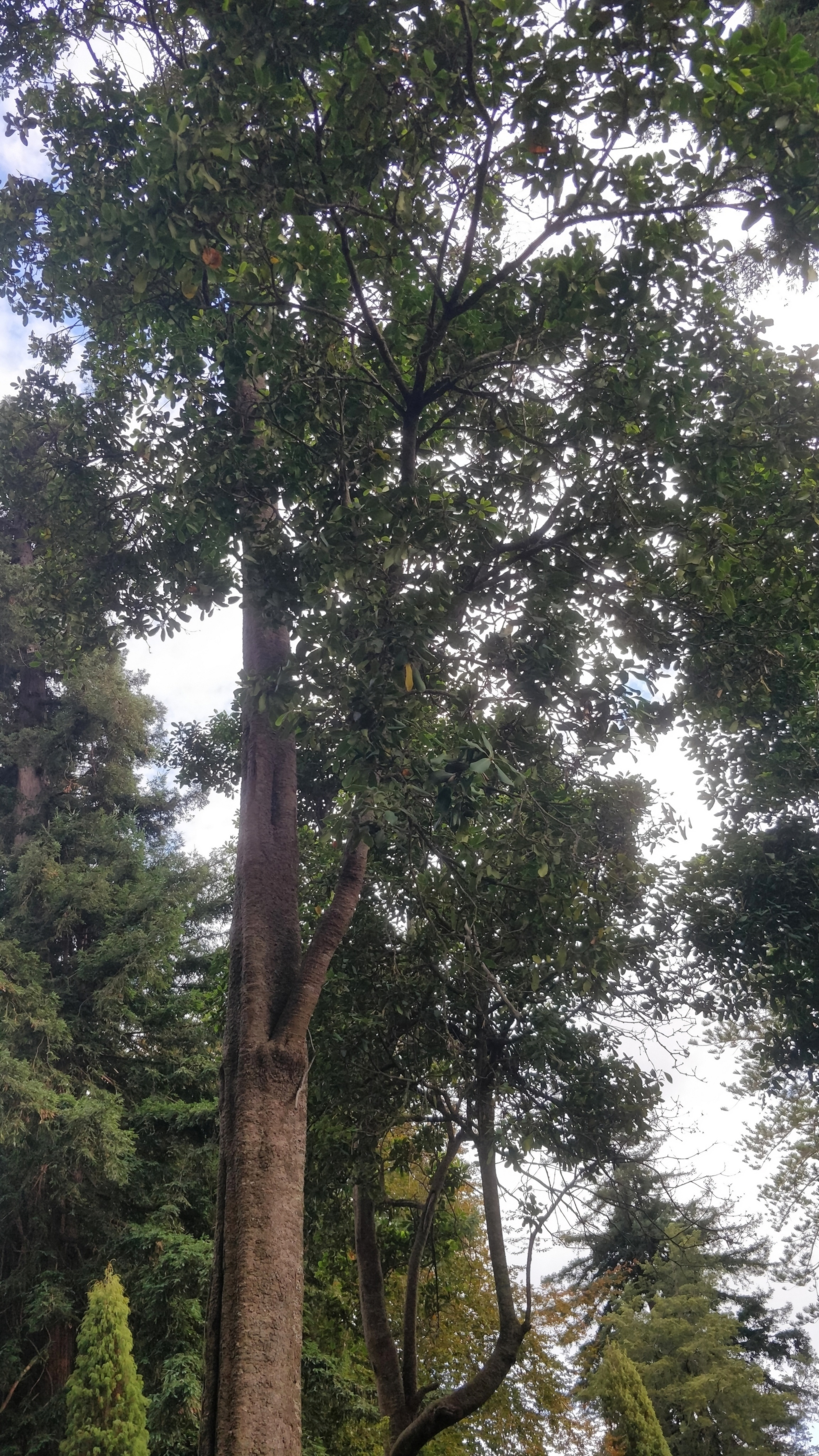
Pittosporum Coriaceum - Jardins do Imperador

Ao longo dos tempos a madeira de mocano, muito leve e de cor amarelado a acinzentado, foi utilizada em marcenaria. Actualmente trata-se de uma espécie muito rara cuja exploração é impossível.

## Distribuição e Habitat
O Pittosporum coriaceum é uma espécie endémica da ilha da Madeira, onde o seu habitat natural está confinado às ravinas e encostas íngremes das florestas de Laurissilva, particularmente em áreas de difícil acesso nas montanhas centrais da ilha. Esta espécie, que outrora esteve mais amplamente distribuída, é agora rara e fragmentada, com populações muito dispersas ao longo da encosta norte da ilha. De acordo com relatos históricos e contemporâneos, o Pittosporum coriaceum foi encontrado em locais como a Ribeira das Fontes, conforme mencionado por Richard Thomas Lowe em 1857, e em ravinas no norte, como na Ribeira da Metade e Ribeira Frio, em penhascos quase inacessíveis .

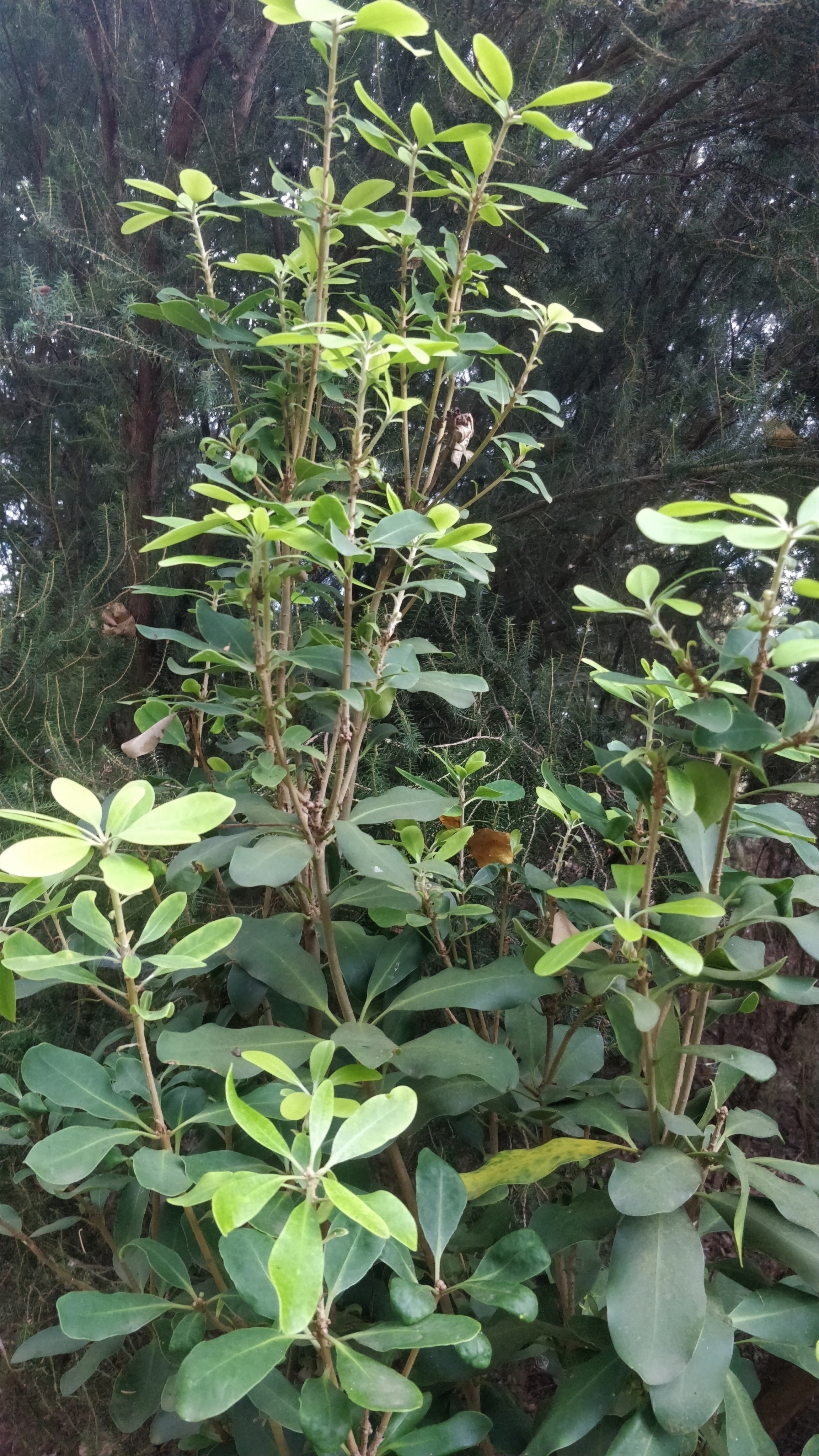
pittosporum coriaceum in laurissilva

A espécie foi outrora cultivada em jardins privados e quintas, como observado por vários autores ao longo do tempo, incluindo J. R. Press e M. J. Short, que, em 1994, destacaram o seu uso ornamental em quintas no Monte e na Camacha . No entanto, na natureza, o seu habitat primário está localizado dentro do Parque Natural da Madeira, uma área protegida que também faz parte da Rede Natura 2000, especificamente na Laurissilva do Til, onde sobrevive em ravinas e encostas rochosas. Estas áreas são frequentemente sujeitas a deslizamentos de terras e derrocadas, o que representa uma ameaça adicional à já escassa população de Pittosporum coriaceum .
As condições ecológicas do habitat da espécie refletem a sua adaptação à vegetação húmida da Laurissilva, onde os altos níveis de humidade e a sombra proporcionada pelas árvores mais altas contribuem para o seu crescimento. Apesar disso, o conhecimento sobre a ecologia detalhada da espécie permanece limitado, em grande parte devido à inacessibilidade das populações na natureza. Desde 1999, têm sido desenvolvidos esforços contínuos para a inventariação e monitorização das suas populações no habitat natural, o que tem permitido um maior entendimento sobre a distribuição e estrutura populacional da espécie .

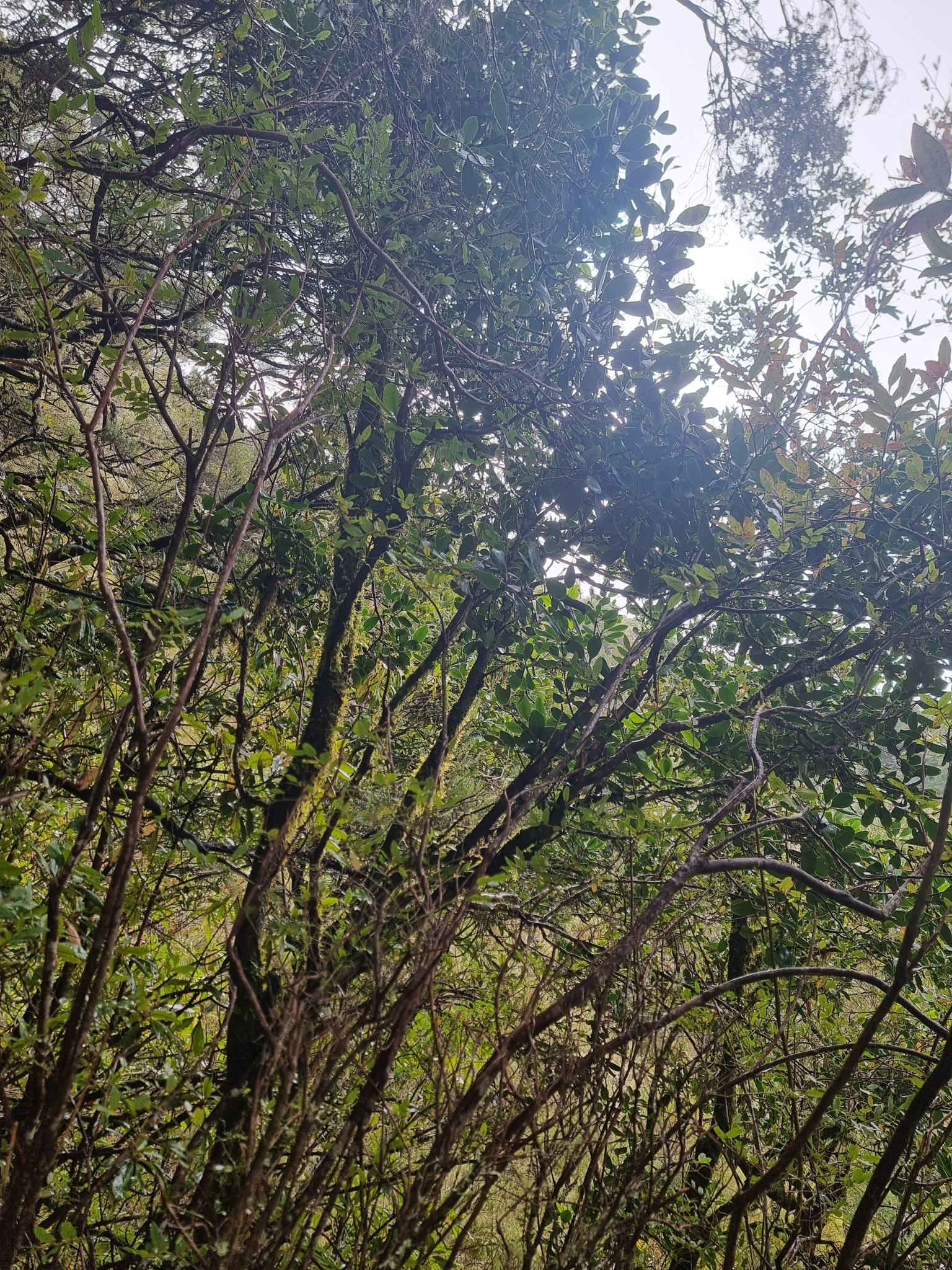
wild Pittosporum coriaceum

Este esforço é particularmente importante dado o estado fragmentado das suas populações, com menos de 50 indivíduos adultos sobreviventes, segundo a avaliação mais recente do Jardim Botânico da Madeira em 2006 . As medidas de conservação têm procurado mitigar a perda de variabilidade genética e promover a sobrevivência da espécie, tanto no seu habitat natural como em programas de reintrodução.

## Estado de Conservação
O Pittosporum coriaceum enfrenta sérios desafios de conservação, sendo classificado como "Criticamente Ameaçado" na Lista Vermelha de Espécies Ameaçadas da União Internacional para a Conservação da Natureza (IUCN). Esta categorização é sustentada por uma avaliação recente que revelou uma população alarmantemente reduzida, com menos de 50 indivíduos adultos sobreviventes. O estado fragmentado e a escassez de indivíduos são atribuídos a uma combinação de fatores, incluindo a dificuldade de reprodução por via seminal, que tem resultado na diminuição da variabilidade genética ao longo do tempo .
As ameaças à sobrevivência do Pittosporum coriaceum incluem a elevada fragmentação das populações, que torna cada grupo de indivíduos mais vulnerável a eventos ambientais adversos, como deslizamentos de terras e derrocadas, frequentes nas ravinas onde a espécie se encontra. Estas ameaças não apenas aumentam o risco de extinção local, mas também limitam as interações ecológicas essenciais, como a polinização e a dispersão de sementes, que são cruciais para a manutenção da diversidade genética .
A redução da variabilidade genética não só compromete a capacidade reprodutiva da espécie, mas também limita sua adaptação a mudanças ambientais, incluindo as resultantes das alterações climáticas. Em resposta a esses desafios, têm sido implementadas várias medidas de conservação. Um dos esforços mais significativos inclui a cultura in vitro de embriões zigóticos, liderada por investigadores do Jardim Botânico da Madeira. Este método permite a germinação de embriões a partir de sementes que, de outra forma, não germinariam, contribuindo para o aumento da variabilidade genética e potencialmente para a reintrodução da espécie em habitats adequados .
Além disso, a espécie está protegida pela Convenção de Berna e classificada como prioritária na Diretiva Habitats da União Europeia, que visa a conservação de habitats naturais e espécies ameaçadas. Os esforços contínuos de inventariação e monitorização têm como objetivo fornecer dados valiosos para a gestão e recuperação das populações de Pittosporum coriaceum, com o intuito de assegurar a sua sobrevivência a longo prazo na natureza .

## Ameaças
O Pittosporum coriaceum enfrenta várias ameaças que comprometem a sua sobrevivência no habitat natural da ilha da Madeira. Uma das principais preocupações é a fragmentação das populações, que resulta da destruição e degradação do habitat, dificultando a interação entre indivíduos e a reprodução sexual. Essa fragmentação, combinada com a baixa densidade populacional, torna cada população vulnerável a eventos ambientais adversos e reduz a variabilidade genética, essencial para a adaptação da espécie às mudanças nas condições ambientais.
Além disso, o processo de propagação é outro fator crítico para a sobrevivência da espécie. O Pittosporum coriaceum apresenta dificuldades na reprodução por via seminal, pois as suas sementes muitas vezes não germinam adequadamente. Isso resulta em uma escassez de novos indivíduos, agravando ainda mais a diminuição das populações. Para contornar este problema, têm sido desenvolvidos métodos alternativos, como a cultura in vitro de embriões zigóticos, que visa aumentar a variabilidade genética e a resiliência das populações.
Outro fator de ameaça significativo é a instabilidade do solo em que a espécie habita. O seu habitat natural, localizado em ravinas e áreas montanhosas, é frequentemente sujeito a derrocadas e deslizamentos de terra, que podem levar à perda total de populações em determinadas áreas. A vulnerabilidade a essas condições geológicas torna o Pittosporum coriaceum ainda mais suscetível a mudanças climáticas, que podem intensificar a frequência e a gravidade de tais eventos.
Finalmente, a pressão humana também representa uma ameaça considerável. O desenvolvimento urbano, a agricultura intensiva e a introdução de espécies exóticas invasoras contribuem para a degradação do habitat natural da espécie, reduzindo ainda mais as áreas disponíveis para o crescimento e a reprodução. Esses fatores, em conjunto, colocam o Pittosporum coriaceum numa situação crítica, demandando ações de conservação urgentes para assegurar a sua sobrevivência e promover a recuperação das populações remanescentes.

## Medidas de Conservação
As medidas de conservação do Pittosporum coriaceum visam abordar as diversas ameaças que a espécie enfrenta e promover a recuperação das suas populações na natureza. Dada a classificação da espécie como "Criticamente Ameaçada", um conjunto de estratégias está em implementação para garantir a sua sobrevivência a longo prazo.
Uma das principais iniciativas é a cultura in vitro de embriões zigóticos, desenvolvida por investigadores do Jardim Botânico da Madeira. Este método inovador permite a germinação de embriões a partir de sementes que, normalmente, não germinariam, possibilitando a criação de novas plantas. As plantas resultantes podem ser utilizadas em programas de reintrodução ou para reforçar populações existentes, aumentando assim a variabilidade genética e a resiliência da espécie a mudanças ambientais.
Além disso, um esforço contínuo de inventariação e monitorização das populações naturais tem sido realizado desde 1999. Este trabalho permite um melhor entendimento sobre a estrutura, dinâmica populacional e biologia reprodutiva do Pittosporum coriaceum. A monitorização das populações em habitat natural é fundamental para avaliar a eficácia das medidas de conservação e para ajustar as estratégias conforme necessário.
As ações de conservação são complementadas por programas de educação e sensibilização da comunidade, que visam aumentar a conscientização sobre a importância da preservação do Pittosporum coriaceum e do seu habitat. O envolvimento da comunidade local é crucial, pois a conservação da espécie depende, em parte, do apoio público e da redução das pressões humanas sobre os ecossistemas.
Adicionalmente, a espécie está protegida por legislações locais e internacionais. O Pittosporum coriaceum é listado na Convenção de Berna, que visa a proteção da fauna e flora selvagens e seus habitats, e é considerado uma espécie prioritária na Diretiva Habitats da União Europeia. Essas legislações ajudam a garantir que os esforços de conservação sejam apoiados em nível institucional e que o habitat da espécie seja preservado.
Por fim, a inclusão do Pittosporum coriaceum na lista das 100 espécies prioritárias para a gestão na Macaronésia (que inclui Açores, Madeira, Selvagens e Canárias) destaca a importância de medidas de conservação direcionadas e eficazes para a proteção desta espécie endémica.

## Diversidade Genética e Filogenia
Estudos recentes revelaram uma significativa diversidade genética entre as populações naturais de Pittosporum coriaceum na ilha da Madeira, indicando uma clara distinção entre populações de altitudes diferentes e plantas cultivadas. Amostras provenientes de populações selvagens demonstraram uma variação genética superior em relação às plantas cultivadas, evidenciando a importância da conservação in situ para a preservação da diversidade da espécie. A filogenia baseada em marcadores microssatélites revelou que P. coriaceum forma um clado único no contexto da Macaronésia, com ligações biogeográficas distantes a espécies do género Pittosporum presentes na Austrália e Nova Zelândia. Este isolamento filogenético reflete a longa história evolutiva da espécie e reforça o seu estatuto de endemismo.

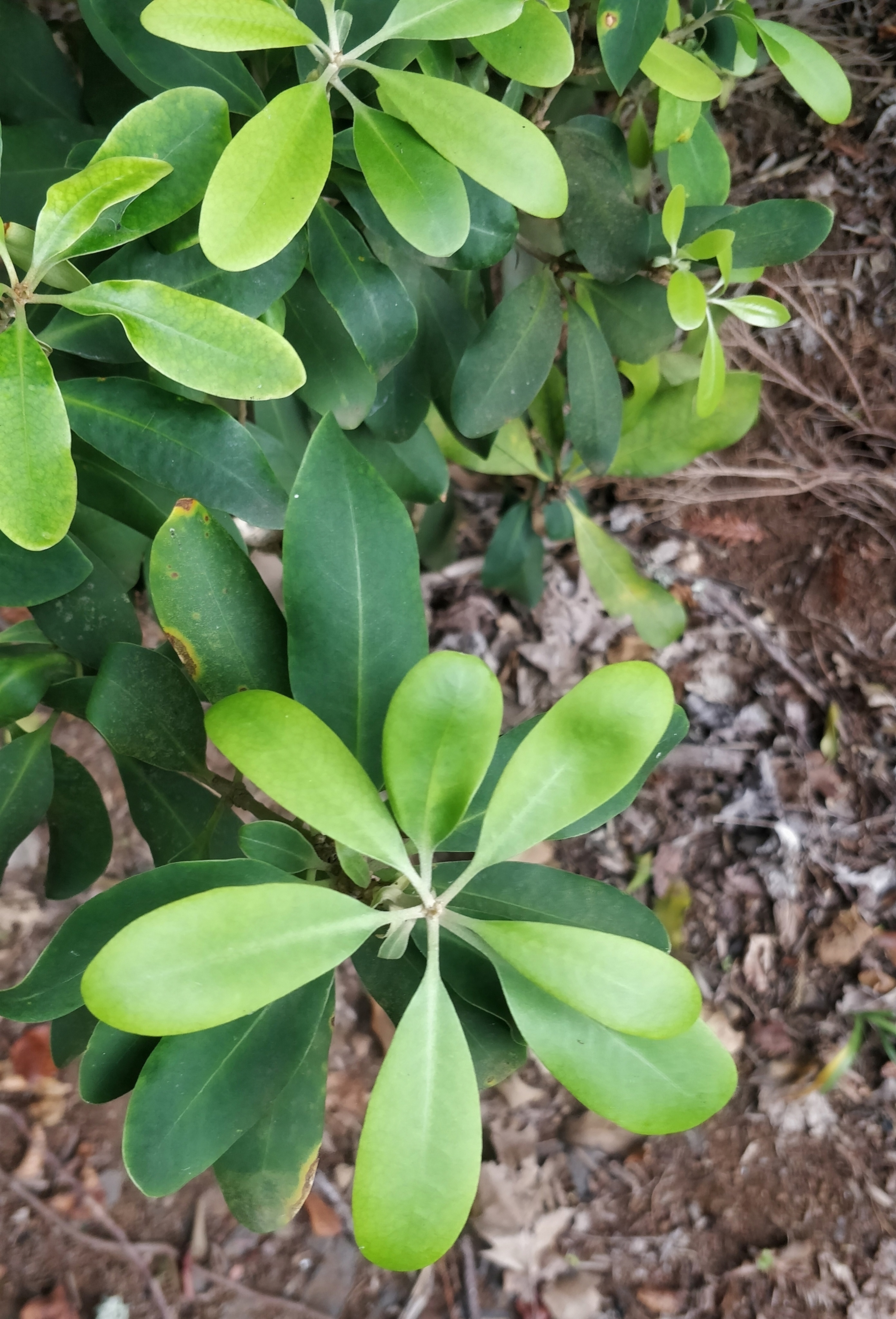
Folhagem do Pittosporum Coriaceum - Jardins do Imperador

As análises de estrutura genética da espécie indicam a existência de grupos genéticos bem definidos, sugerindo que o isolamento geográfico entre as populações está a promover a diversificação genética. A comparação entre as populações de altitude e as de baixa altitude revela padrões distintos de variabilidade, com algumas populações de altitude exibindo uma maior exclusividade genética. Estes resultados sublinham a necessidade de estratégias de conservação que considerem a heterogeneidade genética da espécie, sobretudo para mitigar os impactos das alterações climáticas e outras ameaças ambientais.

## Biologia Reprodutiva
A biologia reprodutiva de Pittosporum coriaceum apresenta características invulgares dentro do género, com flores funcionalmente unissexuais que são morfologicamente distintas. As flores femininas possuem ovários bem desenvolvidos, enquanto as masculinas exibem estames alongados e ovários rudimentares. Estas flores estão agrupadas em inflorescências terminais e parecem ter uma baixa atratividade para os polinizadores, o que sugere um possível mecanismo de especialização reprodutiva, como a auto-polinização, ou uma dependência de polinizadores específicos.
A produção de frutos, que ocorre entre o final da primavera e o início do verão, resulta em cápsulas globosas contendo sementes revestidas por uma substância pegajosa. Esta morfologia dos frutos e sementes é consistente com a estratégia de dispersão por aves, característica de várias espécies do género Pittosporum. No entanto, a fragmentação dos habitats naturais e a perda de polinizadores e dispersores potenciais colocam desafios adicionais à reprodução eficaz da espécie. Estudos focados na dinâmica reprodutiva e nas interações com a fauna local são essenciais para compreender melhor os fatores que limitam o sucesso reprodutivo de Pittosporum coriaceum e, assim, apoiar os esforços de conservação.